# Dala Cachibo
Dala Cachibo, também grafada como Ndala Kachibo, é uma vila e comuna angolana que se localiza na província de Cuanza Sul, pertencente ao município da Quibala.